# Phacelia cicutaria
Phacelia cicutaria är en strävbladig växtart som beskrevs av Edward Lee Greene. Phacelia cicutaria ingår i Faceliasläktet som ingår i familjen strävbladiga växter. Utöver nominatformen finns också underarten P. c. hispida.

## Bildgalleri

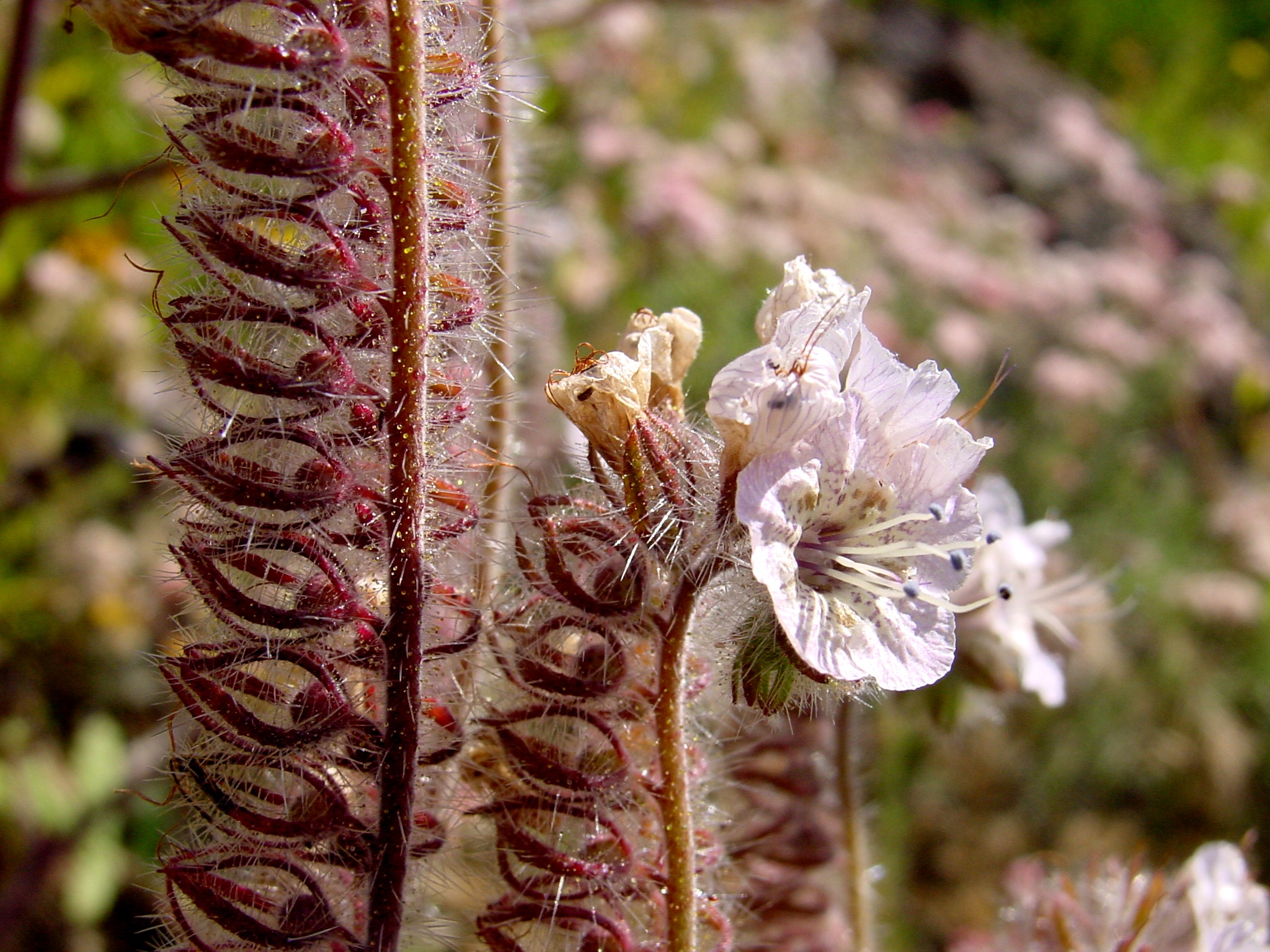
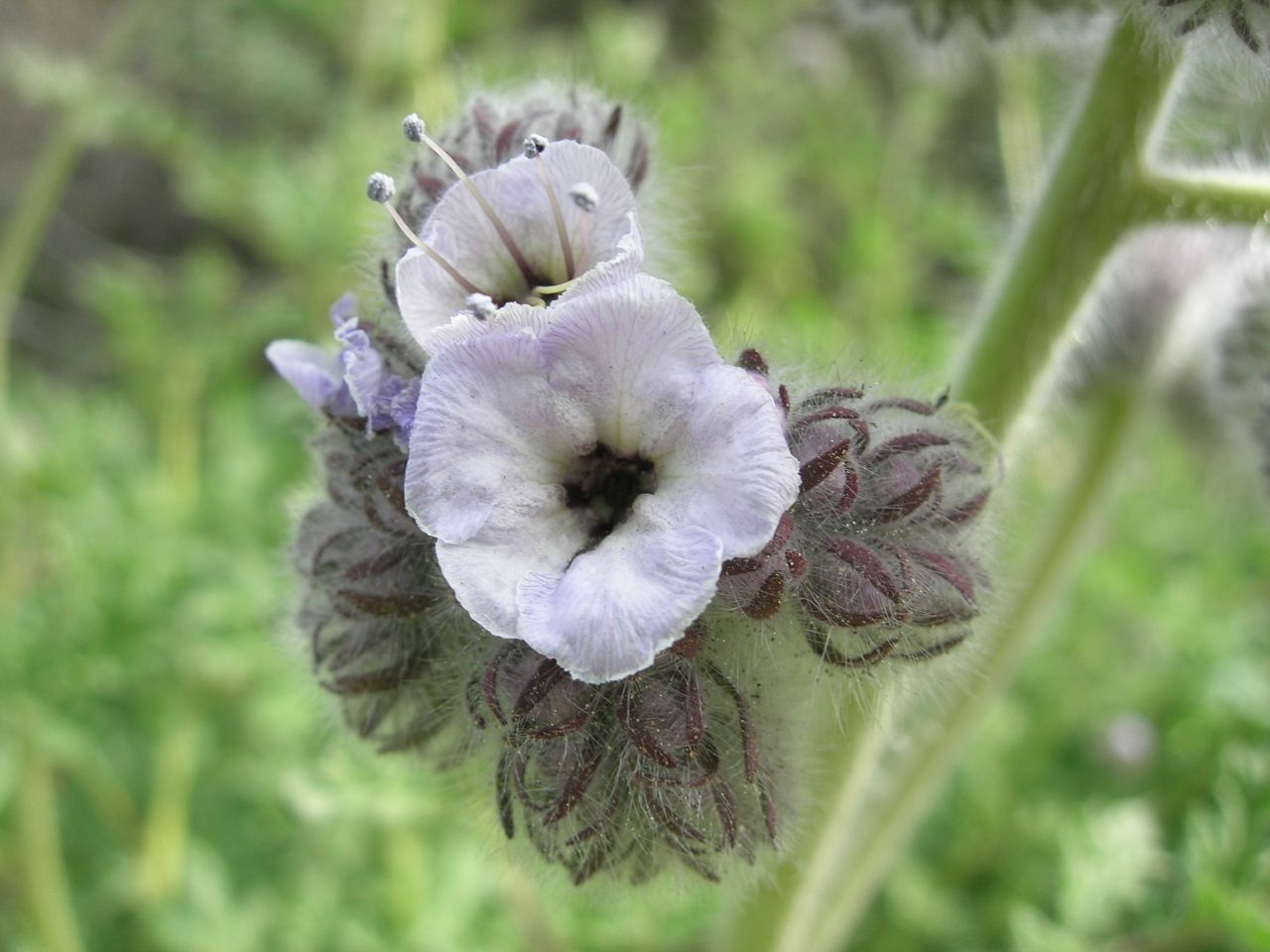